# Конгур
Конгу́р (уйг. قوڭۇر تاغ‎, Қоңур Тағ — «коричневая гора», кит. упр. 公格尔山, пиньинь Gōnggé'ěr Shān, монг. Хонгор Таг) — горный массив в хребте Конгурмузтаг в китайской части Памира, расположен на территории Синьцзян-Уйгурского автономного района. Вершины Конгур (7649 м), Конгуртюбе (7530 м) и Музтаг-Ата (7546) — самые высокие пики хребта Конгурмузтаг.
Конгур расположен к северу от горы Музтаг-Ата и к северо-востоку от озера Каракёль. Из-за своей удалённости массив был открыт европейцами лишь в 1900 году. Однако после постройки Каракорумского шоссе, соединяющего Пакистан и Китай, Конгур стал более доступным.
Первое восхождение на Конгур совершила британская экспедиция под руководством Криса Бонингтона 5 июля 1981 года. Конгуртюбе был покорён в 1956 году в рамках советско-китайской экспедиции под руководством Е. А. Белецкого. Эти вершины отстоят друг от друга на 10 км и разделены седлом высотою 6750 м.
Вершина горы покрыта льдом. Северный склон Конгура питает центральную и восточную ветви ледника Караяйляк. С южного склона Конгура стекает центральная ветвь ледника Чимген, а лавины с восточной стены вершины питают северную ветвь этого ледника. Караяйляк и Чимген — не только самые длинные на Китайском Памире (их длина, соответственно, 18,3 км и 21,3 км), но имеют также самые низкие языки (2750 и 3080 м). Оба ледника имеют протяжённые поросшие травой карманы береговых морен. По этим карманам проложены соединяющие пастбища тропы, здесь весьма часто встречаются юрты пастухов.
Склоны Конгура преимущественно обнажённые, в нижнем поясе по ущельям с севера и юго-востока от вершины имеется кустарниковая растительность: горный можжевельник (арча), карагана гривастая, облепиха.